# (Не)ідеальний чоловік
«(Не)ідеальний чоловік» (рос. (Не)идеальный мужчина) — російська фантастична мелодрама режисера Марюса Вайсберга. У головних ролях: Юлія Александрова і Єгор Крід.
Вихід в широкий прокат відбувся 16 січня 2020 року. У перший вікенд фільм очолив російський прокат, зібравши 301,1 млн руб, тим самим окупивши бюджет картини.

## Синопсис
Свєта, якій не щастить у стосунках, приходить влаштовуватися на роботу в компанію з продажу людиноподібних роботів. Коли один з роботів виходить з ладу, Свєту, закохавшись в нього, вмовляє продати його їй.

## У ролях
- Юлія Александрова — Свєта
- Єгор Крід — Єгор, робот iFriend
- Артем Сучков — Віктор, колега Свєти
- Роман Курцин — Борис, колишній хлопець Свєти
- Максим Лагашкін — Вадим Сергійович Бобров, власник магазину
- Яна Кошкіна — подруга Світлани
- Аліка Смєхова — мати Світлани
- Даніел Барнс — Скотт
- Ірина Гриньова — покупчиня
- Володимир Андріянов — робот 2
- Поліна Булаткіних — реєстраторка на весіллі
- Всеволод Макаров — робот фітнес-інструктор
- Наталя Губіна — робот-модель
- Максим Мальцев — робот-кухар
- Марина Кондратьєва — робот-гувернантка
- Валерія Мотина — робот фітнес-інструкторка
- Ольга Шелест — камео

## Критика
Марина Подкоритова, «Наша газета»: 

Хто хотів подивитися на Єгора Кріда як актора — не варто. У роль він не вживався, бо просто грає самого себе: гарненького хлопчика, який знає, як зачарувати дівчину, просто примруживши очі та посміхнувшись. Взагалі кіно все побудовано на стандартних стереотипах: красива жінка — дурепа й істеричка, накачаний хлопець — дурень, власник компанії — бабій, милий хлопець — ботан і невдаха. <…> Кіно навряд чи сподобається хлопцям, а дівчатам, особливо вразливим і романтичним, цілком «зайде» на один раз.(рос.).

Льова Левченко, «The Village»: 

Жарти рівня «Юмор FM» про дружин, які пиляють, силіконових фітнес-тренерок і золотошукачок із надутими губами не вперше потрапляють до російських ромкомів, але рідко коли так жирно намащуються шар за шаром. Від автора «Бабусі легкої поведінки» чудес чекати не варто було, але сценарист Жора Крижовніков, який зробив «Гірко!», міг чимось порадувати. Виявилося, не міг, попри милу головну героїню — єдину у фільмі, хто має ознаки живої людини та рятує ваші дві години. (Не)ідеальний чоловік Єгор Крід не виражає обличчям нічого більшого, ніж видно на його концертних афішах, — йому достатньо просто бути в білих штанях, іноді мукати під ніс пісню «My Way» і вішати на вуха жінкам локшину про те, що вони виглядають молодшими.(рос.).

Дарина Лошакова, Weburg: 

Два обличчя масової комедії в Росії зібралися зробити спільний фільм: один пише жарти, інший їх знімає. Що вийшло? Вийшло гірше, ніж те, що вони роблять окремо. Напевно можна зняти комедію на тему, яку розкручують творці «Чорного дзеркала». Комедію можна зняти з усього, згадайте хоча б «Людина — швейцарський ніж». <...> Режисури немає, є набір епізодів-кубиків, складених у певному порядку. Актори не грають, хімії між Александровою і Крідом ніякої. Ні, зрозуміло, муза Крижовнікова має грати в кожному його фільмі, так само як і муза Ернста, але невже глядач бачить те, чого творці фільму розгледіти не можуть?! Абсолютно холодні жарти та лячна кількість недоречних, на кшталт сарказму щодо гомосексуальності. Продюсери що, наслухалися Мілонова?(рос.)

Петро Волошин, «Кіноафіша»: 

...«(Не)ідеальний чоловік» не пробиває якогось особливого дна для російського кінематографа. Так, слабкий сценарій. Так, непереконливі персонажі. Так, слабка акторська гра. Так, комп'ютерні ефекти на рівні фільмів категорії Б у дев'яності. Проте всім цим не здивувати, хіба мало поганих фільмів. Як комедія фільм не працює, тому що в ньому жарти несмішні, як мелодрама він неспроможний внаслідок непереконливої гри акторів і відсутності між ними якоїсь хімії. Просто слабке кіно, і все.(рос.).